# کنترل از راه دور
دور فرمان یا کنترل از راه دور یا ریموت کنترل وسیله‌ای الکترونیکی است برای کنترل عملیات اجرایی یک دستگاه.
کنترل از راه دور یا ریموت کنترل وسیله ای برای صدور فرمان از فاصله ی دور برای  وسایل الکترونیکی است. امروزه برای راحتی کاربران در باز کردن در ها و کرکره ها نیز از آن استفاده می شود. دستگاه‌های کنترل از راه دور معمولاً از وسیله‌ای دستی همراه با کلیدهایی منظم برای تنظیم ساختارهای مختلف مانند شبکه‌های تلویزیون، شماره مسیر و صدا تشکیل شده‌است. در حقیقت برای اکثریت دستگاه‌های مدرن که چنین کنترل‌هایی برای آن‌ها در نظر گرفته می‌شود، دستگاه کنترل از را دور دستی، دارای عملکردهای اجرایی بسیار وسیع تری نسبت به عملکردهای اولیه‌ای است که بروی خود دستگاه کنترل شونده تعبیه شده‌است. بسیاری از این دستگاه‌های کنترل از راه دور برای برقراری ارتباط از سیگنال‌های سریع فروسرخ (infrared (IR) signals) و تعداد معدودی نیز از سیگنال‌های رادیویی (radio signals) استفاده می‌کنند.